# Stefan Johansson (konstnär)
Stefanus (Stefan) Emanuel Johansson, född 29 juli 1876 i Vist socken i Östergötlands län, död 13 mars 1955 i Karlstads församling, var en svensk konstnär.

## Biografi
Johansson växte upp i en lärarfamilj i Norra Ny socken i Värmland. Han var bosatt i Filipstad 1904–1914, i Kristinehamn 1914–1924, och från 1931 i Karlstad där han levde ett tillbakadraget liv. Han vistades också under långa perioder i Stockholm där han hade flera stora separatutställningar.
En viss utbildning fick Johansson under en kortare tids studier på Tekniska skolan och en kort period på Konstakademien i Stockholm 1899–1900, men han betraktade sig ändå som självlärd. Han gjorde resor till Italien 1909 och 1913 samt till expressionistutställningen i Köln 1912.
Influerad av Dürer och annan renässanskonst målade han med minutiös detaljrikedom porträtt och rofyllda interiörer. Framför allt porträttmålningarna har rönt stor uppmärksamhet, särskilt de som hans mor varit modell för.
Han tilldelades Kinmansons stipendium 1911 och Uno Troilis stipendium 1940, 1941 och 1942.
Johansson finns representerad på Nationalmuseum, Thielska galleriet, Göteborgs konstmuseum, Uppsala universitetsbibliotek, Värmlands museum, Norrköpings konstmuseum och ett antal museer på landsorten.
Efterlämnade manuskript av Johansson med en rad finslipade aforismer om konst har publicerats under årens lopp i Ord och bild.